# NGC 2814
NGC 2814 est une petite galaxie spirale située dans la constellation de la Grande Ourse. NGC 2814 a été découverte par l'astronome germano-britannique William Herschel en 1791.

## Caractéristiques
Sa vitesse par rapport au fond diffus cosmologique est de1 693 ± 8 km/s, ce qui correspond à une distance de Hubble de 25,0 ± 1,8 Mpc (∼81,5 millions d'al).
À ce jour, une mesure non basée sur le décalage vers le rouge (redshift) donne une distance d'environ 27,100 Mpc (∼88,4 millions d'al). Cette valeur est tout juste à l'extérieur des valeurs de la distance de Hubble. Notons cependant que c'est avec la valeur moyenne des mesures indépendantes, lorsqu'elles existent, que la base de données NASA/IPAC calcule le diamètre d'une galaxie et qu'en conséquence le diamètre de NGC 2814 pourrait être d'environ 9,44 kpc (∼30 800 al) si on utilisait la distance de Hubble pour le calculer.
La classe de luminosité de NGC 2814 est II.

## Groupe de NGC 2805
NGC 2814 ainsi que les galaxies NGC 2805, NGC 2820 et NGC 2880, cette dernière étant indiquée sur le site de Richard Powell, « Un Atlas de l'Univers », forment le groupe de NGC 2805. De plus, il faut ajouter à ce groupe la galaxie IC 2458, car elle forme une paire de galaxies en interaction gravitationnelle avec la galaxie NGC 2820. IC 2458 est d'ailleurs indiquée comme faisant partie du groupe dans l'article d'A.M. Garcia paru en 1993.